# Javier Arnaldo Portillo
Javier Arnaldo Portillo Martínez (ur. 10 czerwca 1981 w Morolice) – piłkarz honduraski grający na pozycji pomocnika.

## Kariera klubowa
Javier Portillo jest wychowankiem klubu Valencii Tegucigalpa. W latach 2007–2008 był zawodnikiem pierwszoligowego Hispano Comayagua, z którego przeszedł do Motagui Tegucigalpa. Z Realem España zdobył wicemistrzostwo Hondurasu Clausura 2009/2010. W latach 2010–2011 był zawodnikiem Vida La Ceiba, po czym na początku 2011 przeszedł do Olimpii Tegucigalpa, w której gra do chwili obecnej.

## Kariera reprezentacyjna
W reprezentacji Hondurasu Portillo zadebiutował 29 maja 2011 w meczu z reprezentacją Salwadoru. W tym samym roku został powołany na Złoty Puchar CONCACAF.